# Oát Bản
Hoàn Nhan Tông Cán (giản thể: 完颜宗干; phồn thể: 完顏宗幹; bính âm: Wányán Zōnggān, ？-17/6/1141), tên Nữ Chân là Oát Bổn (斡本) là trưởng tử của Kim Thái Tổ Hoàn Nhan A Cốt Đả (ngoài giá thú), là dưỡng phụ của Kim Hi Tông Hoàn Nhan Hiệp Lạt, là sinh phụ của Kim Hải Lăng Vương Hoàn Nhan Lượng. Tháng 5 năm Hoàng Thống thứ nhất thì mất.
Sau khi con trai ông là Hải Lăng Vương kế vị, ngày Ất Hợi tháng 12 năm Thiên Đức thứ 1 (27/1/1150), được truy thụy hiệu là Hiến Cổ Hoằng Đạo Văn Chiêu Vũ Liệt Chương Hiếu Duệ Minh Hoàng đế (憲古弘道文昭武烈章孝睿明皇帝), truy miếu hiệu là Đức Tông (德宗). Sau khi Hải Lăng Vương bị giết hai năm, tức năm Đại Định thứ 2 (1162) dưới thời Kim Thế Tông, miếu hiệu bị loại bỏ, thụy hiệu cải thành Minh Túc Hoàng đế (明肅皇帝). Năm Đại Định thứ 22 (1182), do con trai của Hải Lăng Vương hai năm trước bị phế thành dân thường, nên ngay cả thụy hiệu cũng bị mất. Đến năm Minh Xương thứ 4 (1193) dưới thời Kim Chương Tông, được phối hưởng tại Thái Miếu.
- Con trai
  - Hoàn Nhan Sung (完顏充)
  - Hoàn Nhan Lượng (完顏亮)
  - Hoàn Nhan Duyện (完顏兗)
  - Hoàn Nhan Tương (完顏襄)
  - Hoàn Nhan Cổn (完顏袞)
- Con gái
  - Khánh Nghi công chúa (慶宜公主)